# Нуньес, Дарвин
Да́рвин Габриэ́ль Ну́ньес Рибе́йро (исп. Darwin Gabriel Núñez Ribeiro; родился 24 июня 1999 года, Артигас, Уругвай) — уругвайский футболист, нападающий саудовского клуба «Аль-Хиляль» и сборной Уругвая.

## Клубная карьера

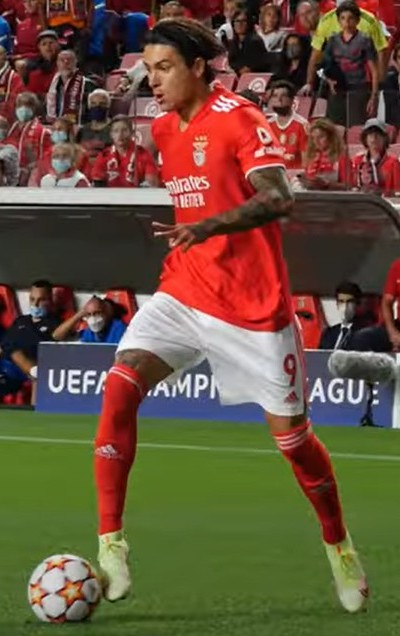
Нуньес в составе «Бенфики»

Нуньес — воспитанник клуба «Пеньяроль». 22 ноября 2017 года в матче против «Ривер Плейта» он дебютировал в уругвайской Примере. В своём дебютном сезоне Нуньес стал чемпионом Уругвая. 13 октября 2018 года в поединке против столичного «Феникса» Дарвин забил свой первый гол за «Пеньяроль». В том же году он завоевал Суперкубок Уругвая.
Летом 2019 года Нуньес перешёл в испанскую «Альмерию», подписав контракт на 5 лет. 3 октября в матче против хихонского «Спортинга» он дебютировал в Сегунде. 27 октября в поединке против «Эстремадуры» Дарвин забил свой первый гол за «Альмерию».
Летом 2020 года Нуньес перешёл в лиссабонскую «Бенфику», подписав контракт на 5 лет. Сумма трансфера составила 24 млн евро. 15 сентября в отборочном поединке Лиги чемпионов против греческого ПАОКа Дарвин дебютировал за новую команду. 18 сентября в матче против «Фамаликана» он дебютировал в Сангриш лиге. 22 октября в поединке Лиги Европы против польского «Леха» Дарвин сделал хет-трик, забив свои первые голы за «Бенфику». В том розыгрыше он отличился ещё дважды в матчах против того же «Леха» и шотландского «Рейнджерс». 29 сентября 2021 года в поединке Лиги чемпионов против «Барселоны» он сделал «дубль».
13 июня 2022 года «Бенфика» объявила о продаже уругвайского нападающего в английский «Ливерпуль» за 75 млн евро (100 млн евро с учётом бонусов). Уругваец оказался самым дорогим игроком в истории клуба. 21 июля Нуньес впервые сыграл за «Ливерпуль» против «РБ Лейпцига» в товарищеском матче, оформив покер. Команда выиграла 0:5. 30 июля в матче за Суперкубок Англии против «Манчестер Сити» Нуньес дебютировал за основной состав. В этом же поединке Дарвин забил свой первый гол за «Ливерпуль» и помог клубу выиграть трофей. 6 августа в матче против «Фулхэма» он дебютировал в английской Премьер-лиге. 12 октября в матче Лиги чемпионов против «Рейнджерс» забил дебютный гол за «Ливерпуль» в рамках данного турнира. В июне 2023 года, после ухода Роберто Фирмино, сменил свой игровой номер с 27-го на 9-й.

## Карьера в сборной

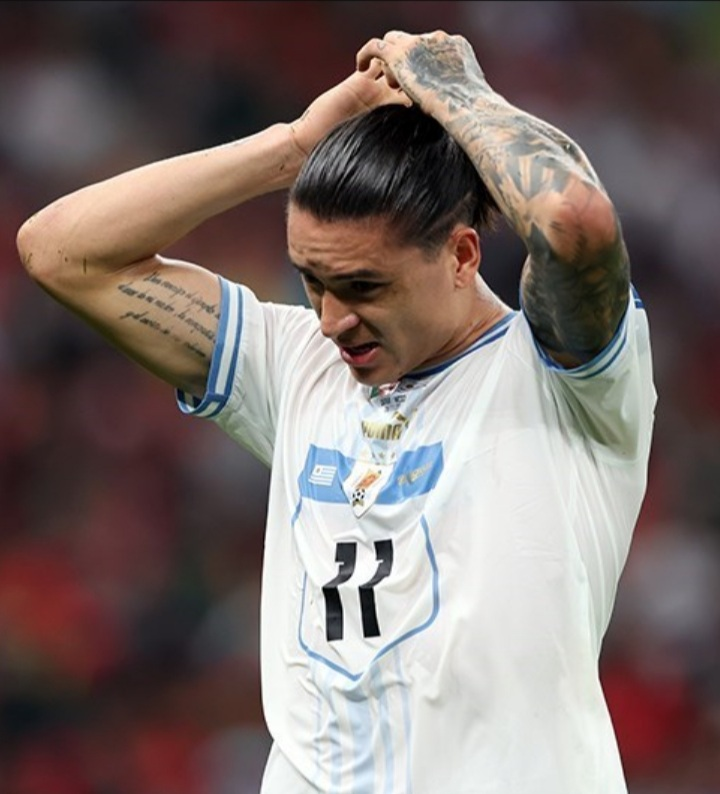
Нуньес в составе сборной Уругвая

В 2019 году Нуньес в составе молодёжной сборной Уругвая принял участие в молодёжном чемпионате Южной Америки в Чили. На турнире он сыграл в матчах против команд Перу, Венесуэлы, Колумбии, Эквадора и дважды Аргентины.
В 2019 году в составе олимпийской сборной Уругвая Нуньес принял участие в Панамериканских играх в Перу. На турнире он сыграл в матчах против команд Перу, Аргентины, Ямайки и Мексики. В поединке против перуанцев Дарвин забил гол.
В том же году в составе Нуньес принял участие в молодёжном чемпионате мира в Польше. На турнире он сыграл в матчах против команд Гондураса, Норвегии, Новой Зеландии и Эквадора. В поединках против новозеландцев и норвежцев Дарвин забил по голу.
15 октября 2019 года в товарищеском матче против сборной Перу Нуньес дебютировал за сборную Уругвая. В этом же поединке он забил свой первый гол за национальную команду.
В 2022 году Нуньес принял участие в чемпионате мира в Катаре. На турнире он сыграл в матчах против сборных Южной Кореи, Португалии и Ганы.

## Статистика

### Клубная
| Выступление      | Выступление      | Выступление      | Чемпионат | Чемпионат | Кубки | Кубки | Континентальные | Континентальные | Прочие | Прочие | Итого | Итого |
| Клуб             | Лига             | Сезон            | Игры      | Голы      | Игры  | Голы  | Игры            | Голы            | Игры   | Голы   | Игры  | Голы  |
| ---------------- | ---------------- | ---------------- | --------- | --------- | ----- | ----- | --------------- | --------------- | ------ | ------ | ----- | ----- |
| Пеньяроль        | Примера          | 2017             | 1         | 0         | 0     | 0     | 0               | 0               | 0      | 0      | 1     | 0     |
| Пеньяроль        | Примера          | 2018             | 11        | 1         | 2     | 0     | 0               | 0               | 0      | 0      | 13    | 1     |
| Пеньяроль        | Примера          | 2019             | 3         | 3         | 0     | 0     | 5               | 0               | 0      | 0      | 8     | 3     |
| Пеньяроль        | Итого            | Итого            | 15        | 4         | 2     | 0     | 5               | 0               | 0      | 0      | 22    | 4     |
| Альмерия         | Сегунда          | 2019/2020        | 30        | 16        | 0     | 0     | 0               | 0               | 2      | 0      | 32    | 16    |
| Альмерия         | Итого            | Итого            | 30        | 16        | 0     | 0     | 0               | 0               | 2      | 0      | 32    | 16    |
| Бенфика          | Примейра         | 2020/2021        | 29        | 6         | 6     | 3     | 8               | 5               | 1      | 0      | 44    | 14    |
| Бенфика          | Примейра         | 2021/2022        | 28        | 26        | 3     | 2     | 10              | 6               | 0      | 0      | 41    | 34    |
| Бенфика          | Итого            | Итого            | 57        | 32        | 9     | 5     | 18              | 11              | 1      | 0      | 85    | 48    |
| Ливерпуль        | Премьер-лига     | 2022/2023        | 29        | 9         | 4     | 1     | 8               | 4               | 1      | 1      | 42    | 15    |
| Ливерпуль        | Премьер-лига     | 2023/2024        | 36        | 11        | 8     | 2     | 10              | 5               | 0      | 0      | 54    | 18    |
| Ливерпуль        | Премьер-лига     | 2024/2025        | 30        | 5         | 8     | 1     | 9               | 1               | 0      | 0      | 47    | 7     |
| Ливерпуль        | Итого            | Итого            | 95        | 25        | 20    | 4     | 27              | 10              | 1      | 1      | 143   | 40    |
| Всего за карьеру | Всего за карьеру | Всего за карьеру | 197       | 77        | 31    | 9     | 50              | 21              | 4      | 1      | 282   | 108   |

### Голы за сборную Уругвая
| # | Дата             | Место                                                 | Противник | Результат | Счёт | Соревнование                     |
| - | ---------------- | ----------------------------------------------------- | --------- | --------- | ---- | -------------------------------- |
| 1 | 16 октября 2019  | Национальный стадион, Лима, Перу                      | Перу      | 1:1       | 1:1  | Товарищеский матч                |
| 2 | 13 ноября 2020   | Метрополитано Роберто Мелендес, Барранкилья, Колумбия | Колумбия  | 0:3       | 0:3  | Чемпионат мира 2022 квалификация |
| 3 | 27 сентября 2022 | Тегельне поле, Братислава, Словакия                   | Канада    | 0:2       | 0:2  | Товарищеский матч                |

## Достижения

### Клубные
«Пеньяроль»
- Чемпион Уругвая (2): 2017, 2018
- Обладатель Суперкубка Уругвая: 2018

«Ливерпуль»
- Чемпион Англии: 2024/25
- Обладатель Кубка Английской футбольной лиги: 2023/24
- Обладатель Суперкубка Англии: 2022

Сборная Уругвая (до 20 лет)
- Бронзовый призёр чемпионата Южной Америки среди молодёжных команд: 2019

### Личные
- Лучший бомбардир чемпионата Португалии: 2021/22
- Игрок месяца в Примейра-лиге: сентябрь 2021[35]
- Член «команды года» в Примейра-лиге: 2021/22
- Футболист года в Португалии: 2022[36]